# Bitka kod Ninive
Bitka kod Ninive se odigrala u sjevernoj Mezopotamiji 12. prosinca 627. između bizantskih snaga pod carem Heraklijem na jednoj i sasanidskih (perzijskih) snaga na drugoj strani. Predstavljala je posljednji značajniji okršaj velikog Bizantsko-perzijskog rata. Do bitke je došlo kad je perzijska vojska pod vodstvom generala Rhazhadha pokušala zaustaviti Heraklijevu vojsku u njenu pohodu na perzijsku prijestolnicu Ktesifon. Heraklijeva vojska je zahvaljujući turskim postrojbama bila brojčano nadmoćnija te je pobijedila pri čemu je Rhazhadh poginuo. Prema nekim navodima, bilo je to u unaprijed dogovorenom dvoboju s Heraklijem. Iako Heraklije nije mogao odmah zauzeti Ktesifon, Perzijce je, iscrpljene nakon višedesetljetnog rata, poraz toliko demoralizirao da se njihova vojska pobunila, svrgnula kralja Hozroje II. i na prijestolje postavila Kavada II koji je brzo pristao na Heraklije mirovne uvjete.